# 7623 Stamitz
7623 Stamitz eller 9508 P-L är en asteroid i huvudbältet som upptäcktes den 17 oktober 1960 av den nederländsk-amerikanske astronomen Tom Gehrels och det nederländska astronomparet Ingrid van Houten-Groeneveld och Cornelis Johannes van Houten vid Palomarobservatoriet. Den är uppkallad efter den tjeckiska kompositören Johann Stamitz.
Asteroiden har en diameter på ungefär 12 kilometer och den tillhör asteroidgruppen Themis.